# Jean Onimus
Jean Onimus (Marseille 1er septembre 1909-Valbonne 3 août 2007) est un universitaire français spécialiste de Charles Péguy, auteur d'essais sur les questions du savoir et de l'enseignement, de la religion, et attentif aux mutations de la culture et de la société.

## Présentation
Agrégé de lettres classiques, professeur de lycée à Tunis puis Bucarest, il soutient une thèse de doctorat d'État sur Péguy et devient professeur de littérature française moderne à l'université d'Aix puis celle de Nice. Il a enseigné en de nombreuses universités étrangères aux États-Unis, en Nouvelle-Zélande, au Brésil et au Canada.
Son immense culture nourrissait un christianisme interrogatif, vivifié par Teilhard de Chardin, ouvert sur les problèmes de l'univers et de la connaissance. Son œuvre très diverse exprime la richesse de sa personnalité. Elle comporte des essais sur l'éducation et la famille, sur la littérature et la poésie, dont un sur la connaissance poétique, sur l'art, sur la crise du monde actuel et sur la religion. Chacune de ses œuvres comporte une vision pertinente et originale qui incite à la réflexion. Sa famille a beaucoup compté pour lui, une famille qu'il a voulu nombreuse avec son épouse Marinette, ses sept enfants, 28 petits-enfants, 24 arrière-petits-enfants.

## Sa vie
Toute sa vie, il a été un chercheur, et a questionné le devenir de l'homme. La découverte des textes du père Teilhard de Chardin a été une révélation et explique sans doute sa dernière recherche désespérée sur les fondements de l'univers. Plutôt que des romans classiques — il était docteur ès lettres — il lisait des livres de vulgarisation scientifique sur les dernières théories relatives à la naissance de l'univers ! Une lecture difficile pour occuper ses journées dans la solitude du Tameyé. 
Sa mère, Adeline Fournier, disposait d'une petite fortune après avoir vendu sa propriété de Rambervillers dans les Vosges. C'est elle qui fait construire la maison des Bruyères qui sera la maison d'enfance de Jean. Une maison au bord de la mer, entourée de pins maritimes, isolée à l'époque avec pour seuls voisins les cousins Onimus, une maison magique qui accompagnera l'enfant dans ses rêves. L'enfance est quelque chose de merveilleux et d'infiniment personnel, personne n'y a accès et pourtant c'est l'environnement extérieur, les parents, les autres qui font ce qu'elle est.
Son étape parisienne, pendant quatre ou cinq années, fut une période plus mouvementée. Libéré tout d'un coup du cocon familial, il se retrouva seul avec l'envie d'écrire des textes un peu fous, pour se libérer d'un trop plein de vie, des textes imbibés de mysticisme, purs, vrais, pas encore bridés par le commerce des idées. Il écrivait ainsi à sa mère en 1930 :

« Et la lave de mon génie s'écoule en torrents d'harmonie et me consume en s'échappant… Impossible de me contenir. Je continue. 21 ans ! J'écoute ce que me conte l'Enthousiasme et je ris tout seul : que de grandes choses là-bas devant moi, que d'épopées, que de clarté, que de joies débordantes à l'horizon… Oui, rions, rions tant que nous avons 21 ans, rions baignés par l'espoir prestigieux, rions en attendant l'avenir. »

— Lettre à sa mère (1930)
Il se marie finalement le 3 juin 1939 avec une jeune femme professeur de mathématiques du lycée de filles de Nice, Marinette Bousquet. Ils ont pu avoir quelques mois de bonheur puis le cataclysme est arrivé, la chute de la France. Et avec les enfants, les soucis de la vie quotidienne, c'en était fini de cette liberté chérie que tous les deux hésitaient à piétiner. Cette épreuve a fait mûrir le dilettante qu'était jusqu'alors Jean Onimus. Il devient chef scout, se passionne pour son métier d'enseignant, cherchant dans la jeunesse le renouveau de la France. C'est sans doute cet intérêt pour la jeunesse qui lui a fait aimer Péguy et l'a entraîné à écrire sa thèse de doctorat sur les Quatrains. Mais c'est la découverte de Teilhard de Chardin qui marque vraiment son itinéraire spirituel. Teilhard lui révèle le moteur de l'Évolution créatrice : « L'évolution appelle à l'action, impose un devoir d'engagement. L'ancien fixisme faisait une vertu de la résignation et d'une certaine passivité. Tout autre est l'éthique, voire la mystique de Teilhard ! »
Il se détachera pourtant de Teilhard sur le point critique du but de l'Évolution. Teilhard voit une fin à l'Évolution, c'est la limite du devenir, c'est Dieu. Jean Onimus ne veut pas de limite. Pour lui « le Divin n'est pas au-dessus de nous, il est en nous, au cœur de notre être, mais c'est aussi le monde en mouvement autour de nous qui tente de progresser. Nous ne pouvons isoler cette force, la personnaliser, pas plus que nous ne pouvons disséquer notre âme ou mesurer nos sentiments. » Sa critique de Teilhard est sans appel : « Teilhard ne peut admettre d'évacuer le point Oméga qu'il voit comme la limite ultime du devenir. Sa foi le lui interdit. Il fallait quelque part un absolu, c'est le défaut de sa philosophie. Il n'a pas pu admettre un devenir illimité, qui est pourtant à l'évidence la loi universelle. Il lui faut une réalité immobile, surplombant le mouvement. Le teilhardisme a secoué l'orthodoxie, les formules du catéchisme n'avaient plus cours, la religion reprenait sa place dans l'histoire du cosmos. »
Il meurt paisiblement à 97 ans dans sa maison du Tameyé, à Valbonne, entouré de ses sept enfants. Sa femme le suit trois semaines après. Il lui laisse ce message d'amour, un amour qui a toujours été le fil conducteur de sa vie : « Les Inséparables sont à jamais séparés. Ainsi le veut la nature, ce qui semble ne devoir jamais finir s'achève. Je te quitte sans trop d'inquiétude car je sais que nos enfants vont s'occuper de toi et ne te laisseront pas seule. L'idée que tu puisses te trouver seule m'est insupportable. Tu subis un choc, ta vie va être changée mais je te sais très courageuse dans le silence et la discrétion. Il va falloir très vite t'habituer à cette nouvelle existence - elle est inéluctable. Moi je m'en vais, je disparais. Mais je veux te dire en te quittant pour toujours un immense merci. Tu as su créer pour nous deux, pour nous tous un certain bonheur qui est une rare mais toute naturelle réussite. Tu as su porter la médiocrité de nos pauvres vies à un niveau qui justifie l'existence et compense ce qu'elle a d'horrible. Merci pour ta patience, ta bonté, ton sourire, ta rassurante présence. Merci Marinette. Je te serre très fort la main et te dis adieu. »

## Regards sur l'œuvre
Un besoin jamais satisfait de transcendance est le vecteur essentiel de l'œuvre de Jean Onimus. Il a cherché la transcendance dans la famille, dans la poésie, dans l'art, et même dans la montagne qu'il aimait tant parcourir. Il se voulait « professeur d'existence », impliquant par là un dépassement du moule scolaire : « Il savait apporter à ses cours un brillant intellectuel, une luminosité, il savait ouvrir des chemins nouveaux et généreux aux jeunes esprits encore vierges et avides de connaissances et de repères ».
Jean Onimus disait que le « beau » introduit la transcendance. Ainsi parle-t-il dans La béance du divin des traces que laisse le passage de la transcendance. L'œuvre d'art se construit à partir des traces que ressent l'artiste, qui seul sait atteindre le niveau de liberté suffisant pour exprimer l'indéfinissable. Il n'est pas possible de « chosifier » ces témoignages. Ce sont ces traces qui font penser à Jean Onimus que l'Univers ne peut pas être vide, livré au hasard, sans but. Il introduit cette notion essentielle d'un Univers en devenir permanent, en perpétuel état de transition vers un « toujours-plus-être ». C'est toute la problématique de la création du monde, processus permanent dans lequel nous sommes complètement impliqués, mais sans du tout savoir où cela peut nous mener.
Vers la fin de sa vie Jean Onimus s'est mis en devoir de comprendre les théories modernes qui permettent de remonter dans la chronologie de l'histoire de l'univers. Dans son effort désespéré pour sonder le mystère de la vie, il a abordé la mécanique quantique, la cosmologie, les théories de la complexité. Il a ainsi su intégrer les connaissances les plus précises sur notre univers et cela l'a amené à repenser tout le processus religieux, ce sentiment très profond, ancré dans l'être humain et dont il est très difficile finalement de se passer. Il a ainsi mis en question ce poussiéreux fatras de traditions hérité de nos ancêtres, qui englue le divin et l'empêche de s'exprimer. Dans ce monde où l'Évolution (avec un E majuscule) tient désormais une place centrale, il a cherché une nouvelle façon de comprendre le divin. Pour cela, il s'est rapproché du message que Jésus nous a laissé. Il a recherché dans les Évangiles canoniques et apocryphes les textes les plus authentiques pour tenter de les sortir du magma doctrinaire qu'il abhorrait. Il voyait dans ces dits de Jésus une vision humaine, une éthique à portée universelle qui préfigure ce que devrait être la société de demain. La démocratie et les droits de l'homme sont nés en Occident grâce à cet apport. Le christianisme originel introduit la séparation du politique et du religieux, condition essentielle de la démocratie, même si l'institution ecclésiale l'a partiellement obscurci pendant des siècles. Ainsi il écrit : « Si Dieu n'est pas une personne, mais une force universelle qui maintient l'univers, alors la prière n'est plus une demande d'aide qui s'adresse à un potentat qu'il faut flatter, soudoyer, séduire. La prière change de nature, elle devient une célébration, une sorte de reconnaissance, une promesse de participation active au Devenir universel. »

## Principaux ouvrages

### Le cri d'une vie déchirée
- Le Livre de Consolation avec appendice de Jean-Pierre Onimus (livre 1945, appendice 2008) [PDF] Manuscrit en ligne

### Essais sur l'éducation et la famille
- La morale par les textes des écrivains français (Le Portulan, 1943)
- Mission de la jeunesse (Le Portulan, 1947)
- Lettres à mes fils (Desclée de Brouwer, 1963)
- Un livre pour mes filles (Desclée de Brouwer, 1964)
- L'enseignement des lettres et la vie (Desclée de Brouwer, 1965)
- Inséparables : L'existence à deux (Centurion, 1982)
- Bonheurs, bonheur (Insep éditions, 1983)
- La maison corps et âme (PUF, 1991)
- L'art d'aimer (L'Harmattan, 2007)

### Essais sur la littérature et la poésie
- Incarnation : Essai sur la pensée de Charles Péguy (Cahiers de l'Amitié Charles Péguy, 1952)
- L'Image dans l'Ève de Péguy. Essai sur la symbolique et l'art de Péguy, Cahiers de l'Amitié Charles Péguy, 1952
- Introduction aux Quatrains de Péguy (Cahiers de l'Amitié Charles Péguy, 1954)
- Péguy et le mystère de l'Histoire (Cahiers de l'Amitié Charles Péguy, 1962)
- La Route de Charles Péguy (Plon, 1962)
- Introduction aux Trois Mystères de Péguy (Cahiers de l'Amitié Charles Péguy, 1962)
- Camus (Desclée de Brouwer, 1965)
- La connaissance poétique (Desclée de Brouwer, 1966)

- Prix Bordin de l’Académie française en 1967
- Beckett, un écrivain devant Dieu (Desclée de Brouwer, 1968), En ligne ·
- La Communication littéraire (Desclée de Brouwer, 1970)
- Expérience de la poésie (Desclée de Brouwer, 1973)
- Camus face au mystère, Desclée de Brouwer, 1979
- Philippe Jacottet, une poétique de l'insaisissable (Champ Vallon, 1983)
- Jean Tardieu, un rire inquiet (Champ Vallon, 1985)
- Pour lire Le Clézio (PUF, 1994)
- Qu'est-ce que le poétique ? (œuvre posthume / Poesis, 2017)

### Essais sur l'art
- L'Art et la Vie (Fayard, 1964)
- Réflexions sur l'art actuel (Desclée de Brouwer, 1964)
- Essai sur l'émerveillement (PUF, 1990)
- L'étrangeté de l'art (PUF, 1992)

- Prix Montyon de l’Académie française en 1993

### Essai sur la crise du monde actuel
- Face au monde actuel (Desclée de Brouwer, 1962)
- Interrogations autour de l'essentiel (Desclée de Brouwer, 1967)
- L'asphyxie et le cri (Desclée de Brouwer, 1971)
- Mutation de la culture (Desclée de Brouwer, 1973)
- L’Écartèlement, supplice de notre temps (Desclée de Brouwer, 1979)
- Les dimensions du changement (Desclée de Brouwer, 1983)
- La poursuite de l'essentiel (Le Centurion, 1984)
- Quand le travail disparaît (Desclée de Brouwer, 1997)

### Essais sur la religion
- Teilhard de Chardin ou la foi au monde (Librairie Plon, 1963, collection « La Recherche de l'Absolu » par G.H. de Radkowski)
- Le perturbateur (Cerf, 1975)
- Teilhard de Chardin et le mystère de la terre (Albin Michel, 1991)
- Béance du divin (PUF, 1994)
- Chemins de l'espérance (Albin Michel, 1996)
- L'homme de Nazareth (L'Harmattan, 2000)
- Jésus seulement (L'Harmattan, 2001)
- Le destin de Dieu (L'Harmattan, 2003)
- Métamorphose du religieux (L'Harmattan, 2004)
- Ce que Jésus a vraiment dit (2005, inédit), [PDF] manuscrit en ligne
- Évolution du divin (2006, inédit), [PDF] manuscrit en ligne